# Melanostoma flavipleurum
Melanostoma flavipleurum är en tvåvingeart som beskrevs av Hull 1964. Melanostoma flavipleurum ingår i släktet gräsblomflugor, och familjen blomflugor. Inga underarter finns listade i Catalogue of Life.